# Пенедону
Пенедо́ну (порт. Penedono; МФА: [pɨ.nɨ.ˈdo.nu], Пинидо́ну) — муніципалітет і містечко в Португалії, в окрузі Візеу. Розташований у центрально-північній частині країни, на теренах історичної португальської провінції Бейра. Належить до Ламегуської діоцезії Католицької церкви в Португалії. Права міського самоврядування має з 1155 року. Поділяється на 7 парафій. За адміністративним поділом, чинним до 1976 року, був складовою провінції Верхня Бейра. Площа муніципалітету — 133,71 км², населення муніципалітету — 2952 ос. (2011); густота населення — 22,08 осіб/км²
. Патрон — свята Єфимія. Святковий день муніципалітету — 29 червня. Поштовий індекс — 3630.  Код місцевої адміністративної одиниці — 1812. Складова статистичного регіону Північ.

## Географія
Пенедону розташоване на півночі Португалії, на північному сході округу Візеу.
Пенедону межує на північному сході — з муніципалітетом Сан-Жуан-да-Пешкейра, на сході — з муніципалітетами Віла-Нова-де-Фош-Коа та Меда, 
на півдні — з муніципалітетом Транкозу, на заході — з муніципалітетом Сернансельє.

## Історія
1195 року португальський король Саншу I надав Пенедону форал, яким визнав за поселенням статус містечка та муніципальні самоврядні права.

## Населення
| Кількість мешканців | Кількість мешканців | Кількість мешканців | Кількість мешканців | Кількість мешканців | Кількість мешканців | Кількість мешканців | Кількість мешканців | Кількість мешканців | Кількість мешканців | Кількість мешканців | Кількість мешканців | Кількість мешканців | Кількість мешканців | Кількість мешканців |
| ------------------- | ------------------- | ------------------- | ------------------- | ------------------- | ------------------- | ------------------- | ------------------- | ------------------- | ------------------- | ------------------- | ------------------- | ------------------- | ------------------- | ------------------- |
| 1864                | 1878                | 1890                | 1900                | 1911                | 1920                | 1930                | 1940                | 1950                | 1960                | 1970                | 1981                | 1991                | 2001                | 2011                |
| 6 254               | 6 553               | 6 804               | 6 876               | 6 758               | 6 255               | 6 050               | 6 755               | 7 124               | 6 792               | 4 800               | 4 189               | 3 731               | 3 445               | 2 952               |